# 1 de Mayo (Barranca)
1 de Mayo es un caserío peruano ubicado en el distrito de Barranca, perteneciente a la provincia homónima del departamento de Lima, en la costa central del Perú. 

## Ubicación
1 de Mayo se ubica al oeste de la provincia de Barranca, en el distrito de Barranca, en el departamento de Lima.

## Demografía
En 2017 1 de Mayo tenía una población de 445 habitantes.